# Eric Bell
Pour les articles homonymes, voir Eric Bell (homonymie) et Bell.
Eric Bell est un musicien né le 3 septembre 1947 à Belfast en Irlande du Nord.

## Biographie

### Jeunesse
Bell a commencé sa carrière avec des groupes locaux de la région de Belfast, y compris avec les Them de Van Morrison, de septembre et octobre 1966. Il a également joué avec d'autres groupes, notamment les Shades of Blue, avant de rejoindre un groupe irlandais du nom de The Dreams. Il les quitte en 1969, et à la fin de cette année, il forme un groupe avec des musiciens locaux, dont Phil Lynott, Eric et Brian Wrixon Downey. Bell nomme le groupe Thin Lizzy, d'après Tin Lizzie, un personnage de robot dans une bande dessinée Dandy,.

### Thin Lizzy

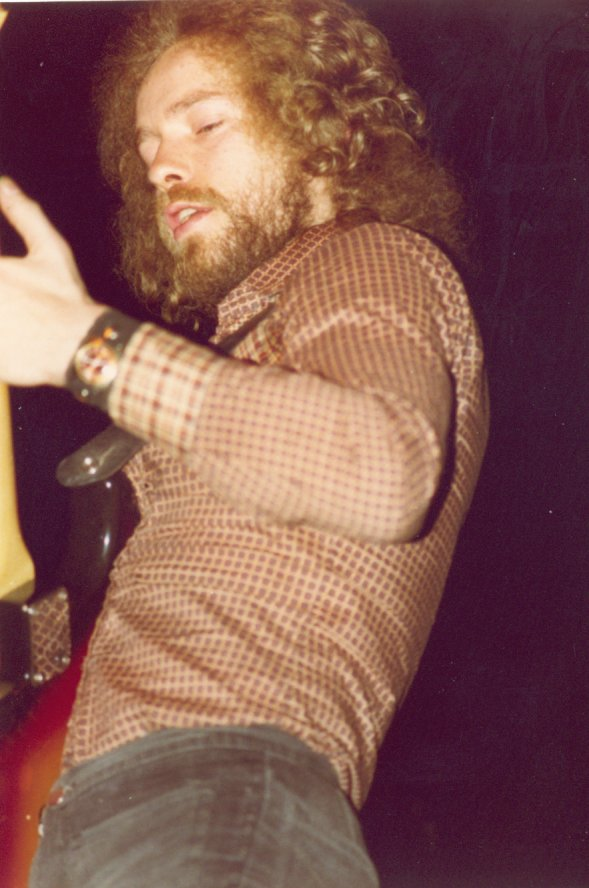
Eric Bell en 1973 en concert avec Thin Lizzy.

Wrixon quitte Thin Lizzy après quelques mois et le trio restant signe un contrat avec Decca Records. Bell joue comme guitariste de Thin Lizzy dans les trois premiers albums. Il coécrit un certain nombre de chansons avec Lynott et Downey, dont The Rocker, qui est devenu un incontournable des concerts du groupe.
Bien que Thin Lizzy gagne en popularité au cours des années 1970, les pressions des enregistrements, des tournées et les excès du mode de vie des stars du rock ont commencé à se faire sentir. Il quitte spectaculairement le groupe lors d'un concert-réveillon du Nouvel An de 1973, où, après avoir jeté sa guitare dans l'air au milieu du concert, poussé les amplificateurs dans le public il sort furieux de la scène. Il a déclaré plus tard n'avoir aucun regret au sujet de son départ : « J'ai vraiment dû quitter en raison de ma mauvaise santé. C'était l'épuisement, et je ne pouvais pas vraiment y faire face. ». Il a été remplacé temporairement par Gary Moore.

### Après Thin Lizzy
Au début des années 1970, Bell joue à plusieurs reprises au sein du groupe irlandais Skid Row, où il remplace Gary Moore.
En 1974, Bell est recruté par Redding Noel, avec le claviériste Dave Clarke, ils forment le groupe the Noel Redding. Bell était d'abord incertain quant à la direction musicale prise par Redding, mais il a continué et enregistré deux autres albums avec le groupe avant leur séparation en 1976. Un troisième album de pistes non utilisées a été libéré en 1995. Bell a composé la chanson "Love and War" pour le deuxième album.
En 1980, Bell rejoint Thin Lizzy pour enregistrer une chanson en hommage à Jimi Hendrix, "Song for Jimmy" , qui a été publié comme un disque orange flexi et donné avec l'achat du magazine Flexipop en août 1981. Bell a également apparu dans la dernière tournée de Thin Lizzy en 1983, et l'album live.
Bell a continué à jouer avec le Eric Bell Band durant les années 1990 et 2000 avec lequel il a enregistré plusieurs albums. Il a également enregistré avec les frères Barrelhouse. En 2005, il rejoint Gary Moore sur scène pour interpréter "Whiskey In The Jar" lors du concert en hommage à Phil Lynott "The Boy Is Back In Town" à Dublin. On retrouve cette apparition dans le DVD en hommage à Phil Lynott titré "One Night in Dublin". En 2010, Bell a quitté Londres où il a vécu pendant de nombreuses années pour retrouver son domicile dans l'ouest de Cork, en Irlande,.

## Discographie

### Thin Lizzy
- Thin Lizzy (1971)
- Shades of a Blue Orphanage (1972)
- Vagabonds of the Western World (1973)
- "Song for Jimmy" – Flexipop single (1981)
- Life (1983)

### The Noel Redding Band
- Clonakilty Cowboys (1975)
- Blowin' (1976)
- The Missing Album (1995)

### Mainsqueeze
- Live at Ronnie Scott's Club (France, 1983)
- Hey... Bo Diddley: In Concert – as backing group for Bo Diddley (1986)

### Eric Bell Band
- "The Eric Bell Band E.P." (1981)
- "Lonely Man / Anyone Seen My Baby" – single version of the E.P. (1981)
- Live Tonite (Sweden, 1996)
- Irish Boy (Spain, 1998)
- Live Tonite Plus (Extra tracks, 2001)
- A Blues Night in Dublin (2002)
- Lonely Nights in London (2010)
- Belfast Blues in a Jar (2012)[8]

### Barrelhouse Brothers
- Pick It Up, Pass It On (2002)